# سیاهرگ‌های میان‌دنده‌ای
سیاهرگ‌های میان‌دنده‌ای (انگلیسی: Intercostal veins) گروهی از سیاهرگ‌ها هستند که ناحیهٔ میان دنده‌های قفسه سینه («costae») را تخلیه می‌کنند، که به آن فضای میان‌دنده‌ای گفته می‌شود.
این سیاهرگ‌ها را می‌توان به‌صورت زیر دسته‌بندی کرد:
- سیاهرگ‌های میان‌دنده‌ای پیشین
- سیاهرگ‌های میان‌دنده‌ای پسین
  - سیاهرگ میان‌دنده‌ای پشتی که به سیاهرگ میان‌دنده‌ای برتر تخلیه می‌شود – فضای میان‌دنده‌ای نخست
  - سیاهرگ‌های میان‌دنده‌ای پشتی که به سیاهرگ میان‌دنده‌ای بالایی تخلیه می‌شوند – فضاهای میان‌دنده‌ای دوم، سوم و چهارم. سیاهرگ میان‌دنده‌ای بالایی سپس به سیاهرگ تَکی (ورید آزیگوس) تخلیه می‌شود.
  - سیاهرگ‌های میان‌دنده‌ای پشتی که مستقیماً به سیاهرگ آزیگوس تخلیه می‌شوند – در فضاهای میان‌دنده‌ای پنجم تا یازدهم.
  - سیاهرگ زیردنده‌ای—زیر دندهٔ پایینی (دوازدهم) و همچنین به سیاهرگ تکی تخلیه می‌شود.